# Vatín
Vatín (německy Wattin) je obec v okrese Žďár nad Sázavou v Kraji Vysočina. Žije zde 323 obyvatel.

## Název
Název vesnice byl odvozen od osobního jména Vata nebo Vato převzatého z němčiny (Wato, jehož základem bylo obecné wât - "šaty" latinského původu (vestimentum)). Místní jméno znamenalo "Vatův majetek".

## Historie
První písemná zmínka o obci pochází z roku 1353.
Při rekatolizaci obyvatel Vatína byl vězněn a později pranýřován před katolickým kostelem mlynář Štěpán (nar. 1651). V rukou musel držet kacířské knihy, jež u něj byly nalezeny, protože číst nebo vlastnit mj. bratrskou Bibli kralickou, která byla na indexu, bylo trestné. Mlynář Štěpán byl z obce vyhnán a jeho mlýn ve Vatíně spálen. Štěpán dál tajně působil v kraji jako neordinovaný kazatel, ale ve svých sedmdesáti letech byl znovu zatčen ve včelíně mlynáře Jakuba Špinara ze vsi Sázava. Jeho první výslech proběhl dne 21. dubna 1721. Po měsíci krutých výslechů byl starý muž zlomen a evangelickou víru uznal za bludnou.

## Obyvatelstvo
| Rok            | 1869 | 1880 | 1890 | 1900 | 1910 | 1921 | 1930 | 1950 | 1961 | 1970 | 1980 | 1991 | 2001 | 2011 | 2021 |
| -------------- | ---- | ---- | ---- | ---- | ---- | ---- | ---- | ---- | ---- | ---- | ---- | ---- | ---- | ---- | ---- |
| Počet obyvatel | 331  | 362  | 358  | 320  | 320  | 330  | 311  | 267  | 273  | 297  | 281  | 304  | 324  | 335  | 317  |
| Počet domů     | 49   | 63   | 59   | 57   | 56   | 52   | 58   | 70   | 63   | 62   | 66   | 74   | 87   | 95   | 96   |

## Obecní správa
V letech 1869–1980 Vatín byl obcí v okrese Nové Město na Moravě (1869–1930) (v letech 1869–1900 Nové Město) a později v okrese Žďár nad Sázavou (v roce 1950 Žďár). Od 1. července 1980 do 31. prosince 1991 patřil jako část města k Žďáru nad Sázavou a od 1. ledna 1992 je opět samostatnou obcí. V letech 1961–1980 k obci patřil Sazomín.

### Obecní symboly
Znak a vlajka byly obci uděleny rozhodnutím předsedy Poslanecké sněmovny Parlamentu České republiky dne 31. ledna 2002.

## Školství
- Mateřská škola Vatín

## Pamětihodnosti
- Kaple Panny Marie Bolestné
- Kaplička za vesnicí
- Boží muka

## Galerie

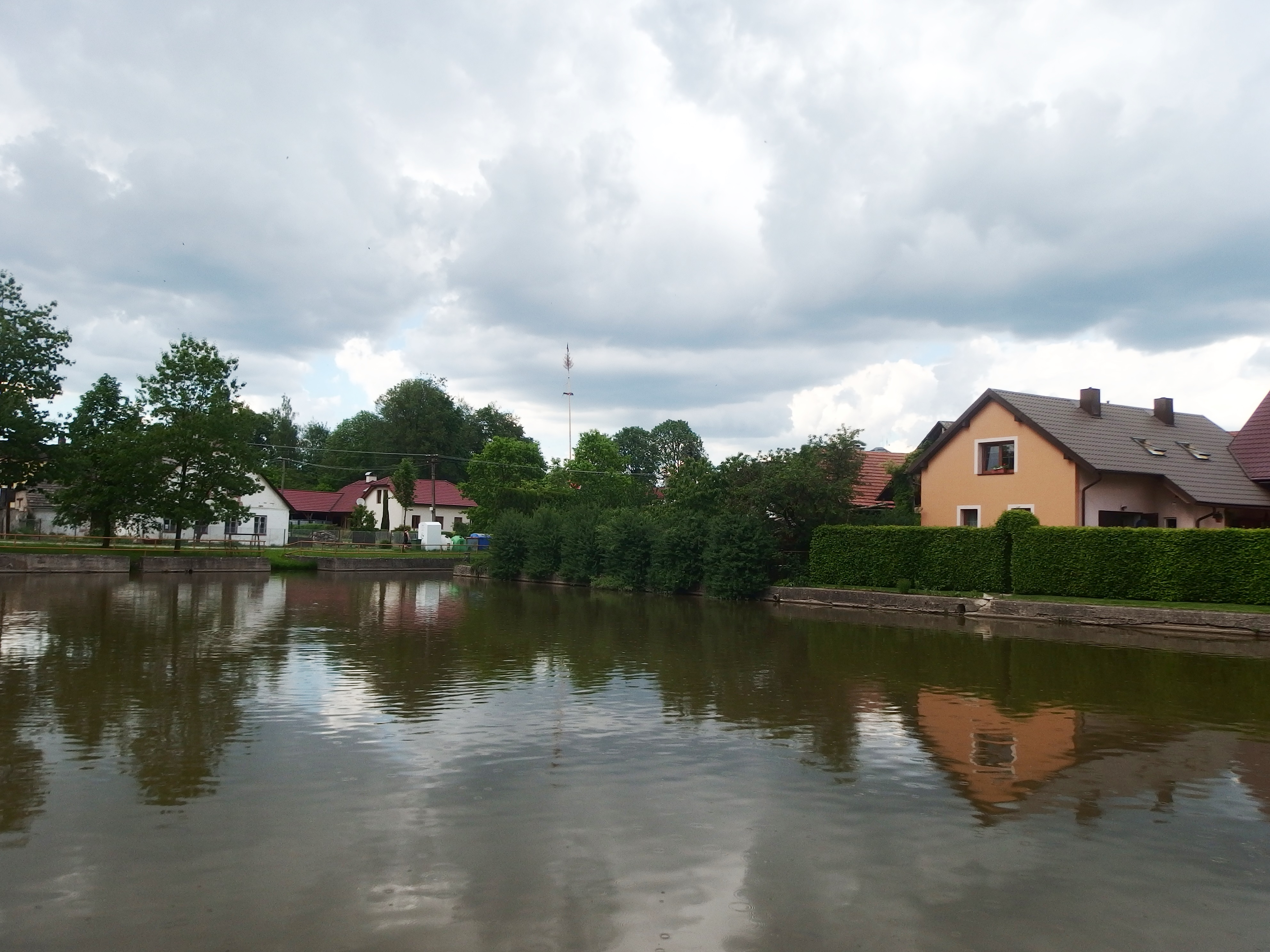
Rybník Návesník
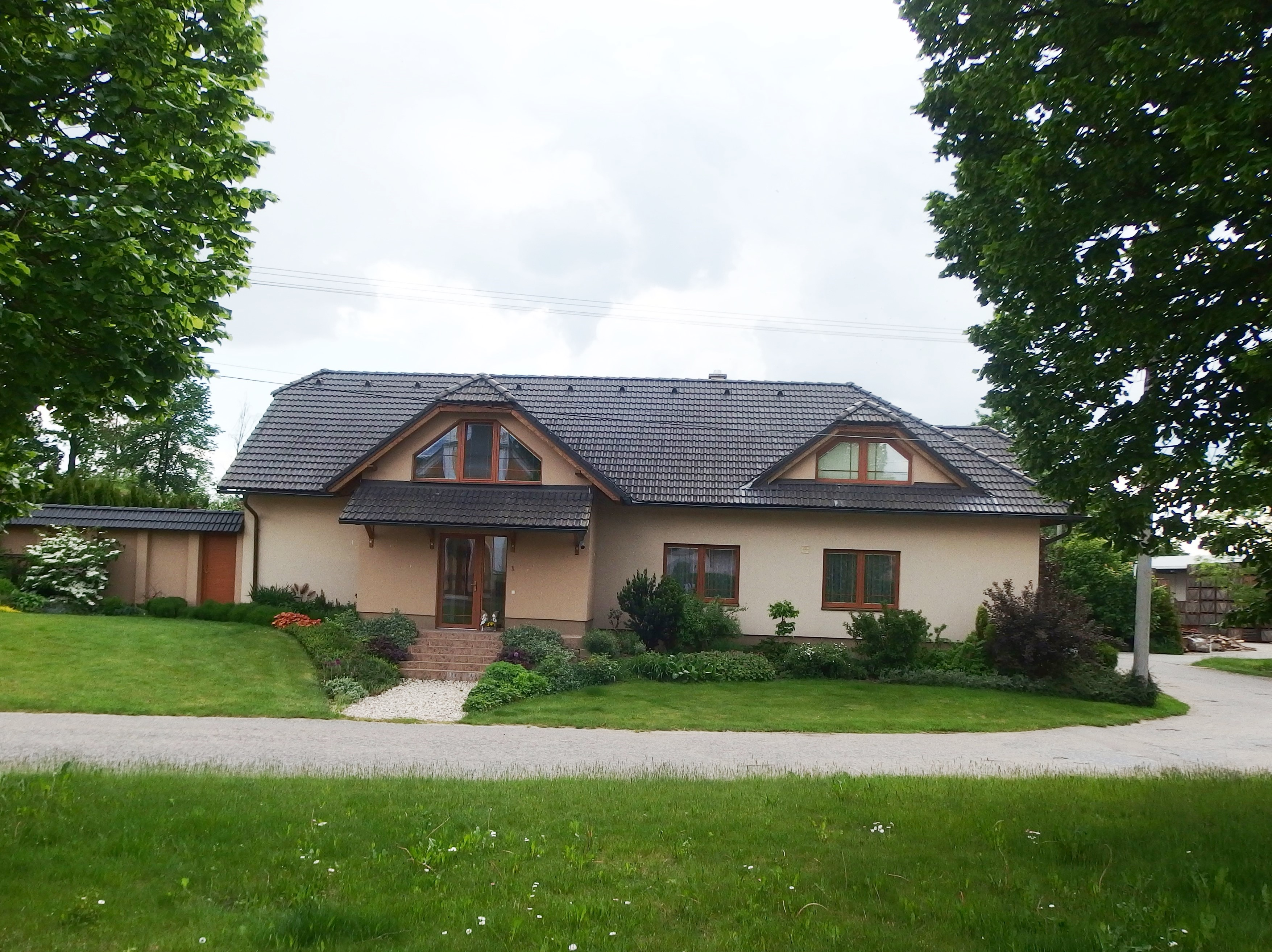
Dům č. p. 1
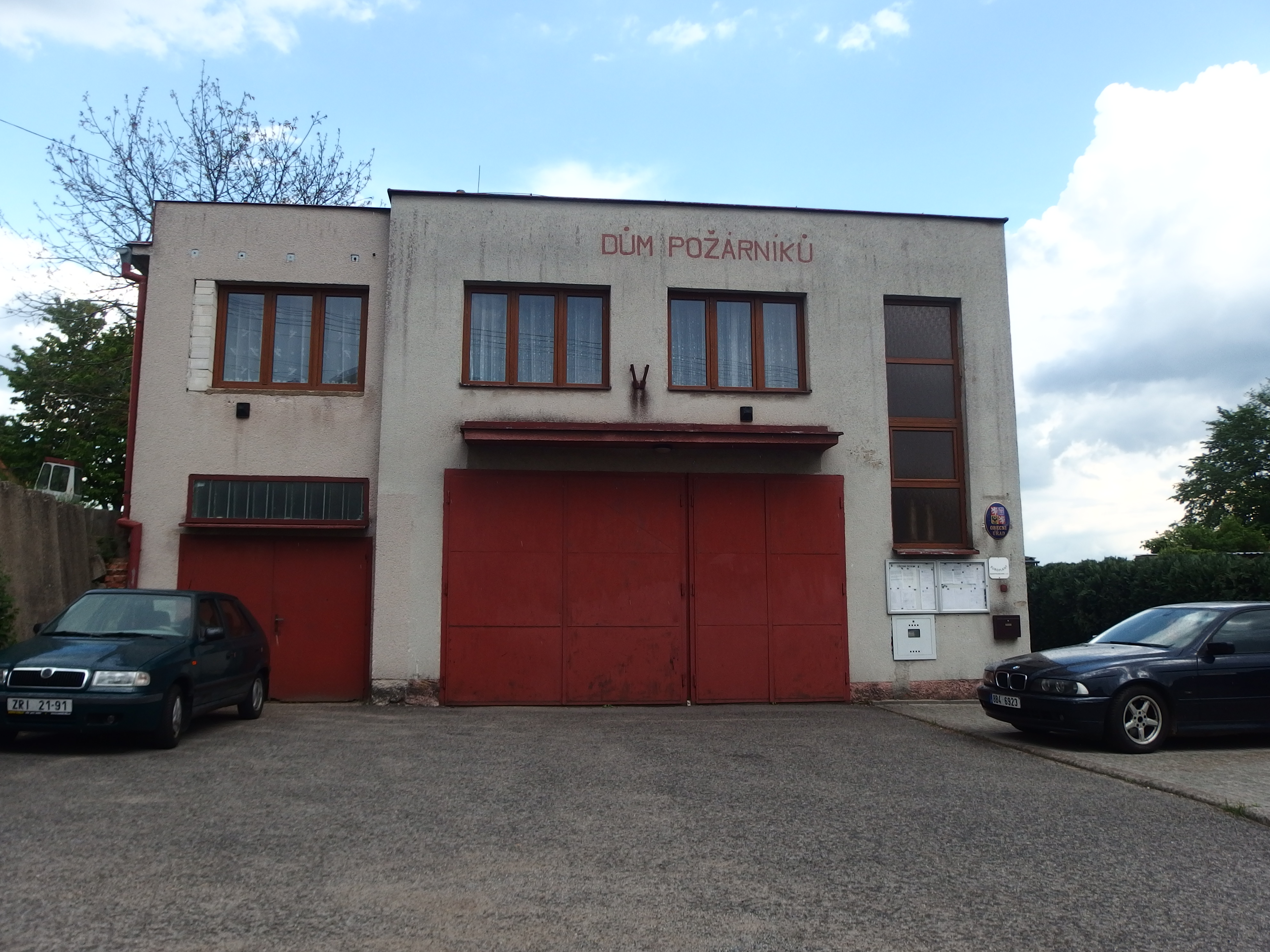
Obecní úřad